# Adolf Sedlaczek
Adolf Sedlaczek (* 21. September 1877 in Groß Ullersdorf im heutigen Tschechien; † 18. Jänner 1964 in St. Pölten) war österreichischer Politiker (SDAPDÖ, später SPÖ) und Abgeordneter zum niederösterreichischen Landtag.

## Leben
Adolf Sedlaczek wurde am 21. September 1877 im böhmischen Groß Ullersdorf geboren. Er heuerte nach seiner Schlosserlehre bei den k.k. österreichische Staatsbahnen an, wo er hauptsächlich als Elektriker eingesetzt war. Im Laufe der Zeit wurde er zum Adjunkt in St. Pölten befördert und engagierte sich in verschiedenen Arbeiterorganisationen.
Nach dem Ersten Weltkrieg wurde Sedlaczek zum Abgeordneten zum Gemeinsamen Landtag von Niederösterreich gewählt, dies war der Landtag vor der Abtrennung Wiens. Nachdem Wien zum Bundesland erklärt wurde verblieb er im Landtag von Niederösterreich-Land. In der ersten und zweiten Gesetzgebungsperiode des Landtags von Niederösterreich war er bis 1932 vertreten.
1934 wurde Sedlacek als Mitglied der nun verbotenen SDAPÖ verhaftet und ins Anhaltelager Wöllersdorf gebracht.
Nach dem Zweiten Weltkrieg wurde er Stadtrat im ersten Gemeinderat St. Pöltens nach dem Krieg und blieb dies bis zu seinem Rücktritt 1955. Dort verstarb er am 18. Jänner 1964.

## Ehrungen
- Adolf-Sedlaczek-Gasse in St. Pölten (1969)[2]